# Jean Bouret
Jean Bouret (París, 8 de agosto de 1914-París, 3 de octubre de 1979) fue un escritor, crítico de arte y miembro de la Resistencia francés. Es más conocido por organizar el Manifeste de l'homme témoin y abogar por el retorno a la figuración en la pintura.

## Biografía
Jean Bouret nació en el distrito 14 de París. Después de estudiar en la Escuela normal de Évreux, la Facultad de Letras de la Universidad de París y la École pratique des hautes études, sección de etnología, se casó en 1935 en Bagneux, y se convirtió en profesor del colegio de Gisors, donde enseñó de 1936 a 1940. Se afilió al Partido Comunista en fecha desconocida y se unió a las Brigadas Internacionales en la guerra civil española, de donde regresó gravemente herido. En 1941, fue adscrito al Instituto de Etnología y participó en las acciones de una de las primeras redes de la Resistencia francesa en la ocupación de Francia en la Segunda Guerra Mundial, el Groupe du musée de l'Homme.
Tras terminar la guerra dirigió la revista Regards (1946-1947), un órgano del Partido Comunista. Dejó el partido en 1948[3] y, en 1949, se convirtió en miembro de la Asociación Internacional de Críticos de Arte, que forma parte de la UNESCO. Al año siguiente, se convirtió en editor de Arts y, en 1952, de Marco Polo, la revista del Club del Libro Francés. Ocupó este último puesto hasta 1957 y el primero hasta 1960. Al mismo tiempo, de 1952 a 1956, escribió la crónica de las artes en Franc-Tireur, un antiguo órgano de los Movimientos Unidos de la Resistencia. De 1958 a 1972 publicó en las Les Lettres françaises y hasta su fallecimiento en Les Nouvelles littéraires.
También estuvo a cargo de la curaduría de las bienales de Venecia y Ljubljana y organizó varias exposiciones de arte contemporáneo. Bouret murió en París, en el hospital Laennec, el 3 de octubre de 1979.

## Obra
Después de la guerra, Bouret fue uno de los principales actores de la polémica lanzada por el primer Manifeste de l'homme témoin (Manifiesto de El Testigo). Con Bernard Lorjou, organizó una exposición que, el 21 de junio de 1948, reunió a la Galerie du Bac, junto con Lorjou y su compañera Yvonne Mottet, a los pintores de La Ruche: Michel de Gallard, Paul Rebeyrolle y Michel Thompson. En esta ocasión, Bouret, al abogar por el retorno a la figuración, animó a los pintores a romper con las tendencias del arte contemporáneo. Se formó un grupo de L'homme témoin, el fundador del movimiento más tarde conocido como Jeune peinture de la Escuela de París.
Jean Bouret defendió a los pintores de la Escuela de París. Escribió una veintena de libros sobre pintura, incluyendo libros sobre Picasso, Toulouse-Lautrec, Degas, Bonnard o Le Douanier Rousseau. Colaboró con Léopold Senghor, Lars Bo y muchos otros artistas. En 1964 publicó un nuevo manifiesto, titulado Les pieds dans le plat! como prefacio a la parte del catálogo del Salon Comparaisons dedicada a Maurice Boitel y al grupo de artistas figurativos invitados por este pintor.
En 1973 recibió el Premio Charles-Blanc de la Academia Francesa por su obra L’École de Barbizon et le paysage français au XIXe siècle.

### Libros publicados
| - Jean Bouret (1944). Galerie Guiot, ed. Desnoyer; Dessins (en francés). París.. - — (1947). O. Pétridès, ed. Suzanne Valadon (en francés). París. - — (1950). Éditions des deux Mondes, ed. Pablo Picasso. Dessins. Dessins des grands maîtres (en francés). París. OCLC 494462462. - — (1950). galerie Allard, ed. Schwarz-Abrys. Peintures récentes: chevaux, Ménilmontant, rêves morbides (en francés). París.. - — (1950). Orféa, ed. Emmanuel Bellini (en francés). París.. - — (1953). Amiot-Dumont, ed. Fra Angelico. Bibliothèque des merveilles (en francés). París. OCLC 490137883. - — (1953). Amiot-Dumont, ed. Giotto: Église supérieure d'Assise. Fresques. Bibliothèque des merveilles (en francés). París. OCLC 422137647. - — (1957). Club français du livre, ed. L'Art abstrait : Ses origines, ses luttes, sa présence (en francés). París. OCLC 3254996. - — L'Homme à la recherche de lui-même, Diagrammes, núm 30. 1959 (en francés) - — (1961). Ides et Calendes, ed. Henri Rousseau (en francés). Neuchâtel. OCLC 801978302. - — (1963). Aimery Somogy, ed. Michelson: Le Peintre entre le réel et le rêve (en francés). París. OCLC 4597178. | - — (1963). Aimery Somogy, ed. Toulouse-Lautrec. Les Plus Grands (en francés). París. OCLC 442799208. - — (1965). Aimery Somogy, ed. Degas. Les Plus Grands (en francés). París. OCLC 604833107. - — (1965) José Palmeiro, coescrito con Manuel Mujica Láinez y Gérald Schurr, Éditions Soleil, (en francés) París - — (1967). Bibliothèque des arts, ed. Bonnard: Séductions (en francés). París. OCLC 25589562. - — (1970). Le Musée de poche, ed. Pulga (en francés). París. OCLC 416345640. - — (1972). Ides et Calendes et La Bibliothèque des arts, ed. L’École de Barbizon et le Paysage français au XIXe siècle (en francés). Neuchâtel et París. OCLC 635710914. - — (1976). Ides et Calendes et La Bibliothèque des arts, ed. Bardone (en francés). Neuchâtel y París. OCLC 419625755. - — (1976). Ides et Calendes et La Bibliothèque des arts, ed. Genis (en francés). Neuchâtel y París. OCLC 468957293. Con el seudónimo de Bifrons: - — (1966). Stock, ed. 200 recettes secrètes de la cuisine française (en francés). OCLC 459552944. |